# Jesper Malm
Jesper Malm, född 6 april 1971, är en svensk skådespelare och manusförfattare.

## Filmografi

### Roller
- 2000 - Ensamhet är konstens livmoder
- 2001 – Jacobs frestelse - Lars Brandeby
- 2002 – Semesterplaner
- 2003 – Cleo (TV-serie)
- 2006 - 2010 - Lukas
- 2006 - Beck - Advokaten - Magnus Werton
- 2007 - Leva för döden
- 2007 - Tali-Ihantala 1944 - löjtnant Orvar Nilsson
- 2008 - Hjärtrud-kvinnan i ditt liv
- 2017 – Rebecka Martinsson (TV-serie)
- 2021 – Sagan om Karl-Bertil Jonssons julafton

### Manus
- 2002 - Semesterplaner